# Rapport Piel-Roelandt
Pour les articles homonymes, voir Piel et Roelandt.
Le rapport Piel-Roelandt est un rapport de mission ministériel français publié en juillet 2001, réalisé par les Docteurs Éric Piel et Jean-Luc Roelandt intitulé De la psychiatrie vers la santé mentale. Il a été commandé par le ministre de l'emploi et de la Solidarité de l'époque, Martine Aubry puis poursuivi par Élisabeth Guigou, ainsi que la secrétaire d'État à la santé et aux handicapés, Dominique Gillot, et confirmé par le docteur Bernard Kouchner, alors ministre délégué à la santé, afin d'établir un état des lieux de la santé mentale en France.

## Contenu
Ce rapport de quatre-vingt six pages dresse un état des lieux de la santé mentale en France :
- Planification complexe et outils d'aide à la décision inadaptés.
- Politique de sectorisation non menée à son terme.
- Un système de soins psychiatrique fonctionnant à plusieurs vitesses.
- Des erreurs politiques dans la gestion de la sectorisation psychiatrique.
- Une loi d'obligation des soins devenue obsolète.
- Une opposition entre logique de soins et logique pénale.

Un certain nombre de propositions sont établies pour mener à terme la sectorisation psychiatrique, et la loi d'obligation des soins.
Le rapport dresse aussi un bilan et des propositions sur les professionnels de santé mentale, psychiatres, infirmiers en évoquant le malaise ressenti par les professionnels de la santé mentale :
- formations inadaptés aux évolutions sociales et aux pratiques ;
- une pratique de recherche non coordonnée et inféodée ;
- une multitude de statuts pour les praticiens hospitaliers ;
- une répartition professionnelle inadaptée aux besoins de la population.

Ce rapport eut un grand succès auprès des professionnels de la santé mentale et conduisit surtout au vote de la loi du 4 mars 2002.
Le processus de prise en compte des droits et besoins des personnes souffrant de troubles psychiques se poursuivra avec la loi du 11 février 2005 et la mise en place des Groupes d'Entraide Mutuelle.

## Axes de réflexion
- Les droits de l'Homme et du citoyen sont inaliénables y compris pour les personnes atteintes de troubles psychiques.
- Justice et psychiatrie, prison et hôpital, enfermement et soins ne peuvent être confondus.
- Poursuite de la politique de secteur initiée par Lucien Bonnafé, et programme de fermeture des lieux d'exclusion médicaux et sociaux.
- La société et les services doivent s'adapter aux besoins et non le contraire.
- Lutte contre la stigmatisation dont sont victimes les personnes souffrant de troubles mentaux.

## Changements proposés
- Favoriser la parole et le pouvoir des utilisateurs des services.
- Développer toute structure dans la cité.
- Créer un « réseau territorial de santé mentale ».
- Définir un plan décennal de fermeture des hôpitaux psychiatriques.
- Mise en place d'un plan national de redéfinition des moyens.